# Howardian Hills
Les Howardian Hills sont des collines situées dans le Yorkshire du Nord en Angleterre. Elle tirent leur nom de la famille Howard, qui possède encore aujourd'hui les terres sur lesquelles se trouvent ces collines. Cet espace est depuis 1987 une Area of Outstanding Natural Beauty,.

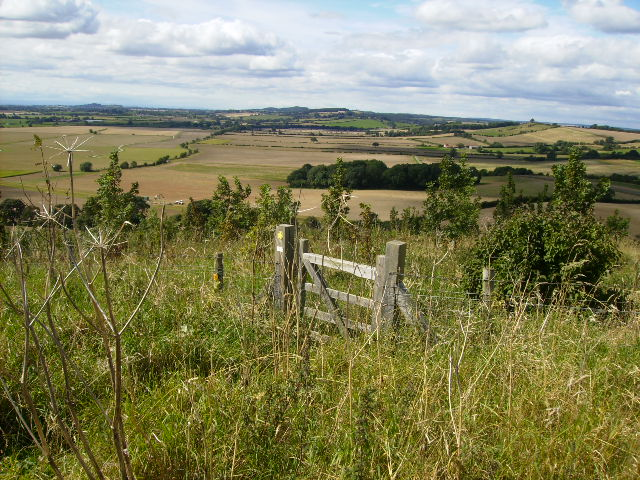
Panorama des collines des Howard.